# ГЕС Аппер-Паунг-Лаунг
ГЕС Аппер-Паунг-Лаунг — гідроелектростанція на сході М'янми. Знаходячись перед ГЕС Ловер-Паунг-Лаунг, становить верхній ступінь каскаду на річці Паунглаунг (верхня течія Сітаун, яка впадає до затоки Мартабан Андаманського моря).
У межах проекту річку перекрили греблею з ущільненого котком бетону висотою 103 метра та довжиною 530 метрів, яка потребувала 1,1 млн м3 матеріалу. Вона утримує витягнуте по долині Паунгланг на 50 км водосховище з площею поверхні 11 км2 та об'ємом 1286 млн м3.
Пригреблевий машинний зал обладнали двома турбінами типу Френсіс потужністю по 70 МВт, які використовують напір у 79 метрів та забезпечують виробництво 454 млн кВт-год електроенергії на рік.
Видача продукції відбувається по ЛЕП, розрахованій на роботу під напругою 230 кВ.